# Mörtträskheden
Mörtträskheden är ett naturreservat i Arvidsjaurs kommun i Norrbottens län.
Området är naturskyddat sedan 2013 och är 1,3 kvadratkilometer stort. Reservatet omfattar våtmarker i väster och hedmark i öster. Reservatets skog består gammal tall- och barrblandskog. 